# José Cláudio dos Reis
Pour les articles homonymes, voir Dos Reis.
José Claudio Dos Reis (né le 19 mars 1939 à São Paulo, au Brésil – décédé le 29 décembre 1999 à São Paulo, au Brésil) était un dirigeant brésilien de basket-ball,.
Il est directeur du Corinthians Club (sections football et basket-ball) de 1954 à 1970, chef de la délégation de l'Équipe du Brésil de basket-ball lors des Jeux olympiques 1968, 1972, 1976, 1980, 1984 et 1988, ainsi qu'au championnat du monde 1982, championnat du monde 1986 et championnat du monde 1994. Il fut également membre du comité central de la FIBA de 1970 à 1999 et président de la COPABA (Panamerican Basketball Confederation, devenue FIBA Ameriques) de 1997 à 1999. il est intronisé au FIBA Hall of Fame en 2007 en tant que contributeur.
1. ↑  Basquete - UOL Esporte Três brasileiros estão no Hall da Fama da Fiba 2007 "Outros integrantes da lista são o ex-presidente da Consubasquet e da Copaba (atual Fiba Américas), José Cláudio dos Reis, que morreu em…"
2. ↑  Hortência, Kanela e Amaury entram no Hall da Fama 2007 "Entre eles, estavam três brasileiros: o árbitro Renato Righetto, além de Antonio dos Reis Carneiro e José Cláudio dos Reis, ambos eleitos como contribuidores do esporte."